# Meadowlark Lemon
Meadowlark Lemon (Wilmington, 25 aprile 1932 – Scottsdale, 27 dicembre 2015) è stato un cestista e attore statunitense, noto come uno dei più celebri e popolari Globetrotters. Era conosciuto come il Clown Prince della squadra di Harlem ed è ricordato per il suo carisma, la sua vena comica e la capacità di intrattenere il pubblico, oltre che per le grandi abilità cestistiche.
(Wilt Chamberlain, 1999)

## Biografia
Lemon è nato nella Carolina del Nord, a Wilmington, città in cui è cresciuto Michael Jordan, che spenderà queste parole su di lui:
(Michael Jordan)
Dopo essersi diplomato nel 1952, è stato arruolato nell'esercito statunitense e ha prestato servizio per due anni.
Morì il 27 dicembre 2015 a Scottsdale, Arizona dove risiedeva, come confermato da sua moglie Cynthia Lemon. Non fu specificata la causa.

## Caratteristiche tecniche
Lemon era un abile portatore di palla e un abile passatore, noto per i suoi passaggi dietro la schiena senza guardare. La sua specialità era il gancio dalla lunga distanza, un tiro acrobatico che realizzava con regolarità. Oltre a questo gli piaceva intrattenere il pubblico con scenette comiche che coinvolgevano sia i tifosi che gli arbitri.

## Carriera

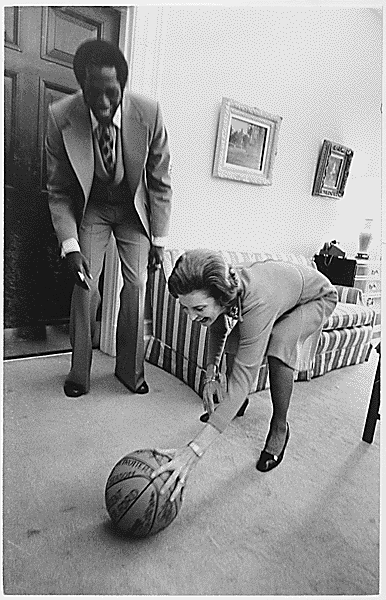
Lemon con la first lady statunitense Betty Ford alla Casa Bianca nel 1974

Lemon aspirava a diventare un Globetrotter fin da bambino, quando assistette a un loro spettacolo al cinema e promise a se stesso che un giorno si sarebbe unito alla squadra. Si propose quindi per gli Harlem Globetrotters ed entrò nella squadra a metà anni cinquanta. Lemon ha passato più di 20 anni come leader della squadra, trasformandola da squadra competitiva di spicco a una compagnia di intrattenimento, star della televisione, protagonista di spettacoli, cartoni animati ed eventi di ogni genere, raggiungendo l'esposizione massima negli anni sessanta e settanta.
Durante gli anni ottanta giocò poi con gli Shooting Stars e nel 1988 creò la sua squadra itinerante chiamata Meadowlark Lemon's Harlem All Stars. Nel 1994 giocò ancora cinquanta partite con la maglia degli Harlem Globetrotters.
Con i Globetrotters ha giocato oltre sedicimila gare esibendosi in novantaquattro paesi al cospetto di capi di Stato, regnanti, celebrità e, soprattutto, di una gran moltitudine di spettatori. La sua maglia numero 36 è stata ritirata dagli Harlem Globetrotters il 5 gennaio 2001.
Nel 2000 Lemon ha ricevuto il John Bunn Award, la più alta onorificenza del Naismith Memorial Basketball Hall of Fame, di cui è membro dal 2003 in qualità di contributore.